# فلامینگو (پروتئین)
فلامینگو (انگلیسی: Flamingo) یکی از اعضای خانوادهٔ بزرگ «گیرنده‌های جفت‌شونده با پروتئین جی، ویژهٔ چسبندگی» است.
این پروتئین توالی همسانی با کادهرین و گیرنده جفت‌شونده با پروتئین جی (GPCR) دارد.
فلامینگو را نخستین بار در مگس سرکه پیدا کردند و در مسیر سیگتالینگ Wnt نفش دارد.
پستانداران ۳ هومولوگ فلامینگو را دارا هستند: CELSR2، CELSR1 و CELSR3
در موش‌ها هر سه هومولوگ، سه الگوی بیان ژنی متمایز در مغز دارند.